# Plesiosciurus
Plesiosciurus — вимерлий рід ссавців з родини Sciuridae. Викопні рештки знайдено в Монголії та Китаї.